# Joseph Guédon
 (juillet 1997).
Pour les articles homonymes, voir Guédon.
Joseph Guédon, né le 22 mars 1862 à Bordeaux et mort le 28 août 1947 à Arcachon, est un architecte naval français.

## Biographie
On doit à Joseph Guédon de nombreux voiliers dont le Calypso ainsi que l'invention des automobiles-fourgonnettes Decauville (octobre 1897).
Joseph Guédon a dessiné au moins 400 plans (Yachts, bateaux de pêche et de service) dont le sharpie Tou-Ta-Ra en 1883, sa première réalisation ou le monotype d'Arcachon en 1912, construit à plus de 500 exemplaires. Le roi d'Espagne Alphonse XIII, Philippe de Rothschild et de nombreux navigateurs ont été ses clients.
Il a travaillé en relation très étroite avec le chantiers Bonnin de Lormont.